# Consorti dei Principi delle Asturie

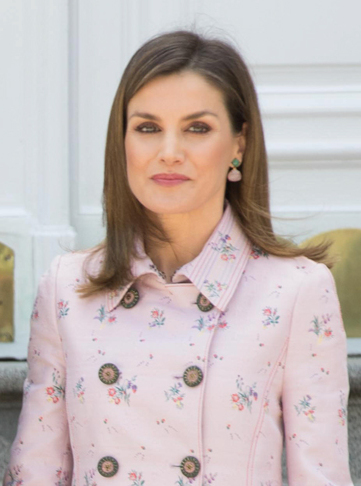
Letizia Ortiz, attuale Regina di Spagna, è stata l'ultima detentrice del titolo di Principessa delle Asturie (2004-2014) come consorte di un Principe delle Asturie, prima dell'ascesa al trono del marito Re Felipe VI.

Principe o Principessa delle Asturie (per diritto acquisito) è un titolo nobiliare detenuto dai consorti dei figli primogeniti di un monarca castigliano prima e spagnolo poi, sin dal primo principe delle Asturie nel 1388.

## Storia
Nella seconda metà del XVI secolo il Regno di Castiglia era conteso da Giovanni I di Castiglia e da Giovanni Plantageneto, I duca di Lancaster, marito della figlia di Pietro I Castiglia. Nel 1388 i due decisero di porre fine alla lotta dinastica combinando fra i loro figli, Enrico di Castiglia, di nove anni, e Caterina di Lancaster, di sedici anni. Alla coppia venne assegnato il titolo di principi del Principato delle Asturie, sul modello del titolo di principe del Galles dato all'erede del Regno d'Inghilterra sin dal 1301. Venne così istituito il Principato delle Asturie ed il titolo, che da allora fu sempre assegnato al consorte dell'erede al trono del Regno di Castiglia prima, e del Regno di Spagna poi.
Inizialmente il titolo non era semplicemente un'onorificenza. Il territorio asturiano, infatti, formava parte del patrimonio dei principi e dei loro consorti, che avevano il potere di nominare giudici, sindaci e altri funzionari che governavano il principato per conto del principe per diritto dinastico. La situazione cambiò con Isabella di Castiglia e Ferdinando d'Aragona, i cosiddetti re cattolici, che ridussero il titolo di Principe delle Asturie ad una semplice qualifica onorifica, mantenuto in seguito dagli Asburgo e poi dai Borbone.

## Oggi
Il titolo di Principe o Principessa delle Asturie per diritto acquisito è attualmente vacante in quanto Leonor di Borbone-Spagna, principessa delle Asturie per diritto dinastico, è nubile.

## Principi delle Asturie per diritto acquisito
Il titolo asturiano per diritto acquisito ad ora non è mai stato assegnato a un uomo a causa della legge salica che impediva alle donne di salire al trono e quindi a possedere un titolo esclusivo degli eredi al trono. A seguito dell'introduzione della legge semisalica4 che permette alle donne di salire al trono solo se non hanno fratelli maschi, alcune principesse sono state fregiate del titolo per diritto dinastico ma sono state soppiantate da fratelli maschi prima di potersi sposare e quindi prima di poter trasmettere il titolo al coniuge. A seguito della nascita di Leonor di Borbone-Spagna, che non ha fratelli maschi, il coniuge, se è uomo, di questa, diventerà il primo principe delle Asturie per diritto acquisito e non dinastico.
Di conseguenza le principesse delle Asturie per diritto acquisito sono state:

## Principessa delle Asturie
| Immagine | Nome                                                   | Nascita           | Matrimonio        | Diventò Principessa | Cessò di essere Principessa                               | Morte            | Consorte             |
| -------- | ------------------------------------------------------ | ----------------- | ----------------- | ------------------- | --------------------------------------------------------- | ---------------- | -------------------- |
|          | Catalina di Castiglia e León                           | 31 marzo 1373     | 17 settembre 1388 | 17 settembre 1388   | 25 dicembre 1406 diventò Regina                           | 2 giugno 1418    | Principe Enrique     |
|          | Blanka di Navarra                                      | 4 giugno 1424     | 16 ottobre 1440   | 16 ottobre 1440     | 27 luglio 1453 divorziò                                   | 2 dicembre 1464  | Principe Enrique     |
|          | Margarete d'Austria                                    | 10 gennaio 1480   | 3 aprile 1497     | 3 aprile 1497       | 4 ottobre 1497 morte del marito                           | 1º dicembre 1530 | Principe Juan        |
|          | Maria Manuela del Portogallo                           | 15 ottobre 1527   | 15 novembre 1543  | 15 novembre 1543    | 12 agosto 1545                                            | 12 agosto 1545   | Principe Felipe      |
|          | Mary d'Inghilterra                                     | 18 febbraio 1516  | 25 luglio 1554    | 25 luglio 1554      | 16 gennaio 1556 diventò Regina                            | 17 novembre 1558 | Principe Felipe      |
|          | Élisabeth di Francia                                   | 22 novembre 1602  | 25 novembre 1615  | 25 novembre 1615    | 31 marzo 1621 diventò Regina                              | 6 ottobre 1644   | Principe Felipe      |
|          | Louise-Élisabeth d'Orléans                             | 11 dicembre 1709  | 20 gennaio 1722   | 20 gennaio 1722     | 14 gennaio 1724 diventò Regina                            | 16 giugno 1742   | Principe Luis        |
|          | Maria Bárbara del Portogallo                           | 4 dicembre 1711   | 20 gennaio 1729   | 20 gennaio 1729     | 9 luglio 1746 diventò Regina                              | 27 agosto 1758   | Principe Fernando    |
|          | Maria Luisa di Parma                                   | 9 dicembre 1751   | 4 settembre 1765  | 4 settembre 1765    | 14 dicembre 1788 diventò Regina                           | 2 gennaio 1819   | Principe Carlos      |
|          | Maria Antonia delle Due Sicilie                        | 14 dicembre 1784  | 4 ottobre 1802    | 4 ottobre 1802      | 21 maggio 1806                                            | 21 maggio 1806   | Principe Fernando    |
|          | María de las Mercedes de Borbón-Dos Sicilias y Orleans | 23 dicembre 1910  | 12 ottobre 1935   | 12 ottobre 1935     | 15 gennaio 1941 diventò Contessa di Barcellona            | 1º aprile 1993   | Principe Juan        |
|          | Sofia di Grecia                                        | 2 novembre 1938   | 14 maggio 1962    | 14 maggio 1962      | 22 novembre 1975 diventò Principessa di Spagna poi Regina | -                | Principe Juan Carlos |
|          | Letizia Ortiz Rocasolano                               | 15 settembre 1972 | 22 maggio 2004    | 22 maggio 2004      | 18 giugno 2014 diventò Regina                             | -                | Principe Felipe      |

## Altri titoli dei Principi e delle Principesse delle Asturie
Un principe o una principessa delle Asturie (per diritto acquisito), in virtù del matrimonio con un Principe o una Principessa (per diritto dinastico), ha anche tutti i titoli del consorte. Pertanto, un principe o una principessa delle Asturie per diritto acquisito è anche:
- principe/principessa di Girona
- principe/principessa di Viana
- duca/duchessa di Montblac
- conte/contessa di Cervera
- signore/signora di Balaguer